# Challenger Banque Nationale de Granby 2001
Il Challenger Banque Nationale de Granby 2001 è stato un torneo di tennis facente parte della categoria ATP Challenger Series nell'ambito dell'ATP Challenger Series 2001. Il torneo si è giocato a Granby in Canada dal 9 al 15 luglio 2001 su campi in cemento.

## Vincitori

### Singolare
Axel Pretzsch ha battuto in finale  Jeff Morrison con il punteggio di 6(5)–7, 6–3, 6–4.

### Doppio
Bobby Kokavec /  Jeff Morrison hanno battuto in finale  Brandon Hawk /  Robert Kendrick con il punteggio di 6–4, 6–4.